# 罗伯茨角机场
罗伯茨角机场（英語：Point Roberts Airpark）位于美国华盛顿州罗伯茨角西南部，仅有一条跑道（草跑道），临近码头（Point Roberts Marina Resort）。通过水陆两种交通方式进出罗伯茨角，是仅有的不经过加拿大不列颠哥伦比亚省进出罗伯茨角的交通方式。
2000年，该机场新建了一个可容纳5架飞机的机库，同时改善了候机室的环境。

## 历史
罗伯茨角机场的创办人是飞行爱好者Ray Young，曾在博伟远景工作室（Buena Vista Studios）从事于动漫相关的工作。1967年，Ray Young 搬到了美国本土48州西北部太平洋沿岸的罗伯茨角，并购买土地，计划修建机场。1972年，他的妻子Uvon随他搬到了罗伯茨角。随后，他又在购买了机场附近的土地，将跑道延伸至现在的长度。Ray Young于1985年去世；他的妻子Uvon在1990年关闭了跑道并将机场挂牌出售，并于1996年成功出售。1996年，Uvon将该机场出售给了加拿大枫叶航空（今加拿大航空）退休机长Robin Lamb，这位机长的飞行时长超过22,000小时。
In the 1996-1998 period, using a 1955 Galion grader and a 1956 International TD-91 bulldozer, the airstrip was made usable again. The bulldozer cleared the trees, the grader put a 3-英尺（0.91-） crown on the runway and cleared the 8英畝（32,000平方） of the parking/air park area.
1998年11月，跑道改种无须太多维护的草种。改草种后，无需进行除草以外的任何维护即可维持一年。
Robin Lamb于2012年去世，他的家人Romi Singh接管了罗伯茨角机场。Romi Singh是一位地方飞行员，同时也是航空顾问。Romi Singh计划未来扩建机库。目前该机场正在进行卫星定位系统升级工作，并准备升级为国际机场。

## 航空公司和目的地
- 无序列表项

| 航空公司          | 目的地   |
| ----------------- | -------- |
| San Juan Airlines | 贝灵厄姆 |

## 扩展阅读
- 罗伯茨角

## 外部連結
- WSDOT page about the Airpark （页面存档备份，存于）